# Frederick Wiseman
Pour les articles homonymes, voir Wiseman.
Frederick Wiseman est un réalisateur américain, né le 1er janvier 1930 à Boston. Il est avant tout auteur de documentaires.
Réalisateur très prolifique qui est aussi scénariste, producteur, monteur, preneur de son, voire interprète de ses films, il s'attache principalement à brosser un tableau critique de la société et des institutions américaines.

## Biographie

### Jeunesse
Après des études de droit à la célèbre Université Yale dont il sort diplômé en 1954, et son service militaire effectué en 1955-1956, il est nommé professeur de droit à l'université de Boston, puis à l'université Brandeis, et enfin à l'université Harvard (1959-1961). Il témoignera souvent du peu de conviction qu'il apporte à l'exercice de ce métier.

### Carrière

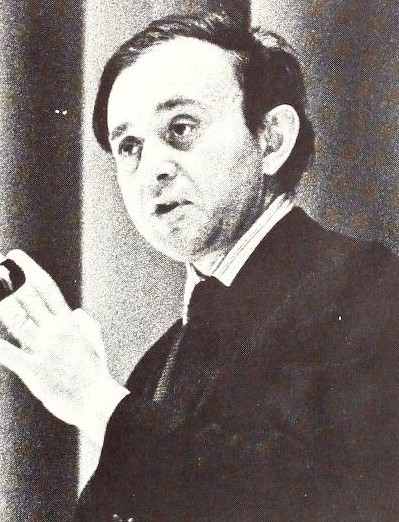
Frederick Wiseman en 1971.

En 1963 il entreprend de produire la réalisatrice Shirley Clarke, qui a décidé de tourner The Cool World, adapté d'un roman de Warren Miller.
En 1966, avec des amis, il fonde une association d'aide sociale, l’Organisation for Social and Technical Innovation (OSTI), dont l'activité se prolongera jusqu'en 1973.
La production du film de Shirley Clarke le décide à produire et monter ses propres films. Son premier documentaire, Titicut Follies (1967), qui porte un regard critique sur un hôpital pour aliénés criminels, sera suivi sans discontinuer d'environ un film par an, notamment grâce au réseau de télévision de service public PBS et en particulier à la station WNET au New Jersey, grâce aussi à diverses fondations comme la Fondation Ford ou la Fondation MacArthur, grâce enfin à quelques coproductions avec la BBC et Arte France.
Dès 1970, afin de garantir l'indépendance de sa création, il crée sa propre société de production, Zipporah Films.
À partir de 1980, Wiseman travaille beaucoup à l'étranger, particulièrement en France. En 1995 il s'introduit dans les coulisses du Théâtre-Français pour y tourner La Comédie-Française ou l'Amour joué.

## Renforcement analytique de son œuvre
Bien qu'il se défende de toute ambition sociologique, la démarche de Frederick Wiseman se rapproche des principes théoriques de base et des méthodes de la deuxième École de Chicago, ceux d'Erving Goffman en particulier, notamment dans son ouvrage La mise en scène de la vie quotidienne (1959, Minuit 1973). Les sociologues universitaires ne s'y trompent d'ailleurs pas, qui utilisent couramment ses films dans leur enseignement.
L'ambition de Wiseman est d'emblée de brosser un panorama critique des États-Unis, et, comme il le dira plus tard, le résultat est « un seul et très long film qui durerait quatre-vingts heures ». Même The Cool World, le seul film qu'il ait uniquement produit, s'inscrit dans cette lignée, sorte de semi-documentaire sur la jeunesse délinquante de Harlem. Après Titicut Follies, il poursuit une série de documentaires aux titres évocateurs : High School et Law and Order en 1969, Hospital en 1970, Juvenile Court en 1973, et Welfare (Aide sociale) en 1975. Tous offrent une vision très critique des grandes institutions créées en principe dans un but caritatif, montrant par exemple la déshumanisation qu'imposent les systèmes bureaucratiques. Wiseman filmera aussi durant cette période ses documentaires aux images les plus fortes : Primate en 1974 et Meat en 1976, respectivement sur l'expérimentation animale et l'élevage de masse des bœufs destinés à la consommation.

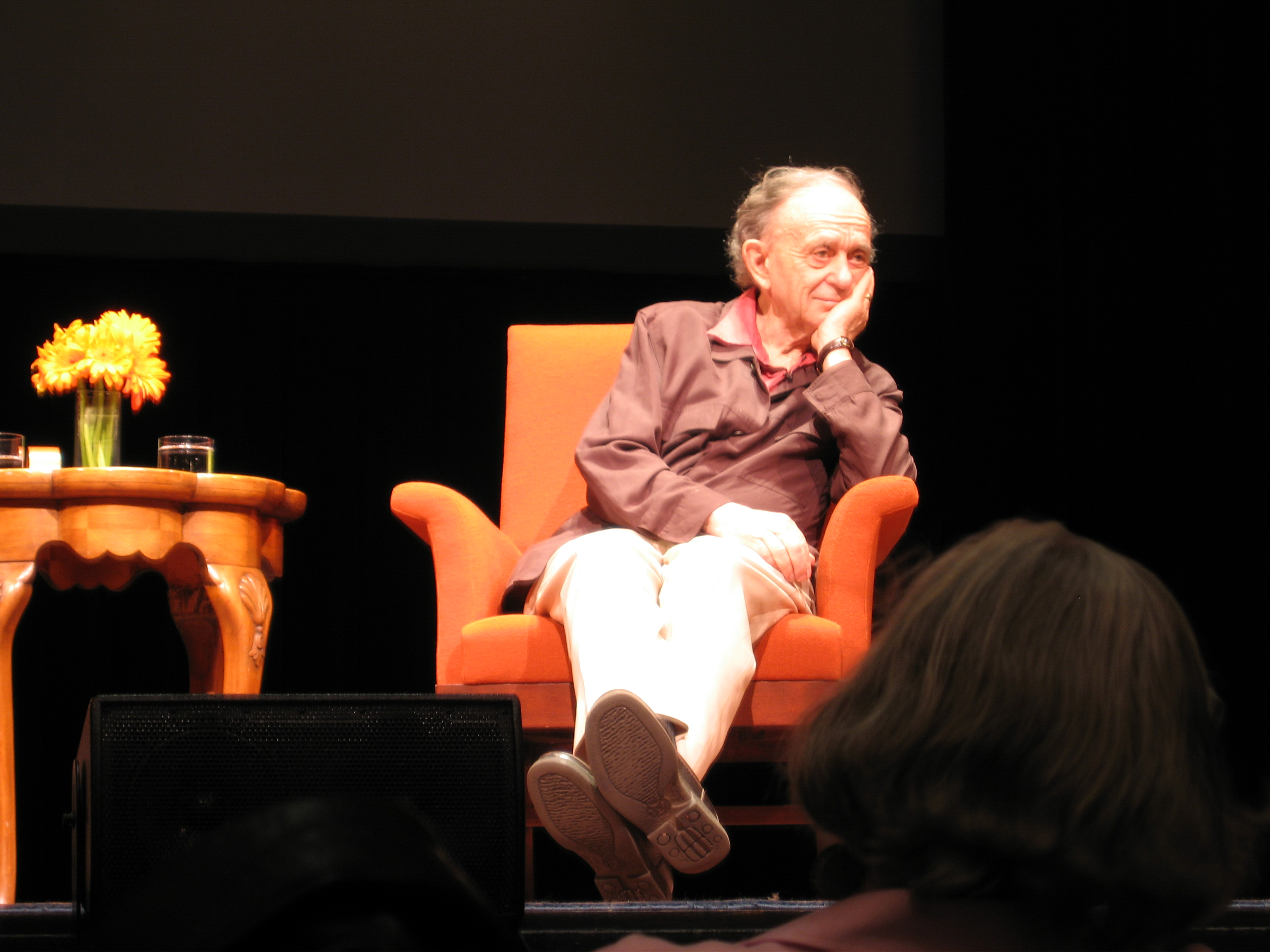
Frederick Wiseman en 2005.

Dans une deuxième phase de son travail, il observera plus particulièrement les lieux privilégiés de la société de consommation, avec Model en 1980 puis The Store en 1983. En 1986, il construit une trilogie qui traite de l'influence des tares physiques sur l'esprit, puis pose de nouveau sa caméra sur ses multiples sujets de prédilection, précisant lui-même que sa méthode de travail se situe à l'opposé de la stratégie narrative du cinéma vérité d'Edgar Morin ou Jean Rouch.
Frederick Wiseman affirme dès son premier documentaire ses principes de base : absence d'interviews, de commentaires off et de musiques additionnelles, pour privilégier un lent apprivoisement des personnes à la caméra, jusqu'à ce qu'elles ne la remarquent plus. Ses méthodes demeurent à peu près les mêmes au cours de sa carrière : accumuler des centaines d'heures de tournage dans un temps relativement court, en général quatre à six semaines, et de n'en garder au montage qu'environ un dixième ; il assure lui-même la prise de son, téléguidant le cadreur dans le détail de sa prise de vues, afin d'obtenir des images d'une beauté formelle non académique et toujours chargées d'émotions comme de sens.
Le montage dure alors plusieurs mois, au cours desquels le réalisateur découvre les sens cachés de rapprochements qui naissent sous ses ciseaux, et accorde une grande attention aux corps, aux gestes, tout en restituant ou en mettant en scène les silences. C'est pourquoi il qualifie ce montage de « mosaïque », sans doute d'abord au sens où les figures émergent de la juxtaposition patiente des morceaux, mais aussi en ce que, comme pour le message biblique (mosaïque = de Moïse), le sens ne se révèle qu'à celui qui longuement les étudie. Inévitablement donc, un tel travail entre vérité et fiction convoque l'attention et la réflexion des spectateurs, ce qui est le but recherché. Comme le résume Wiseman lui-même : « Si le film marche c’est parce que le spectateur a le sentiment qu’il est présent au cours des événements. Une partie de mon travail consiste à lui donner assez de renseignements pour cela. Le montage doit laisser du temps au raisonnement. […] Je dois donner au spectateur le sentiment qu’il peut avoir confiance dans ce que je lui fournis ».

### Depuis les années 2000

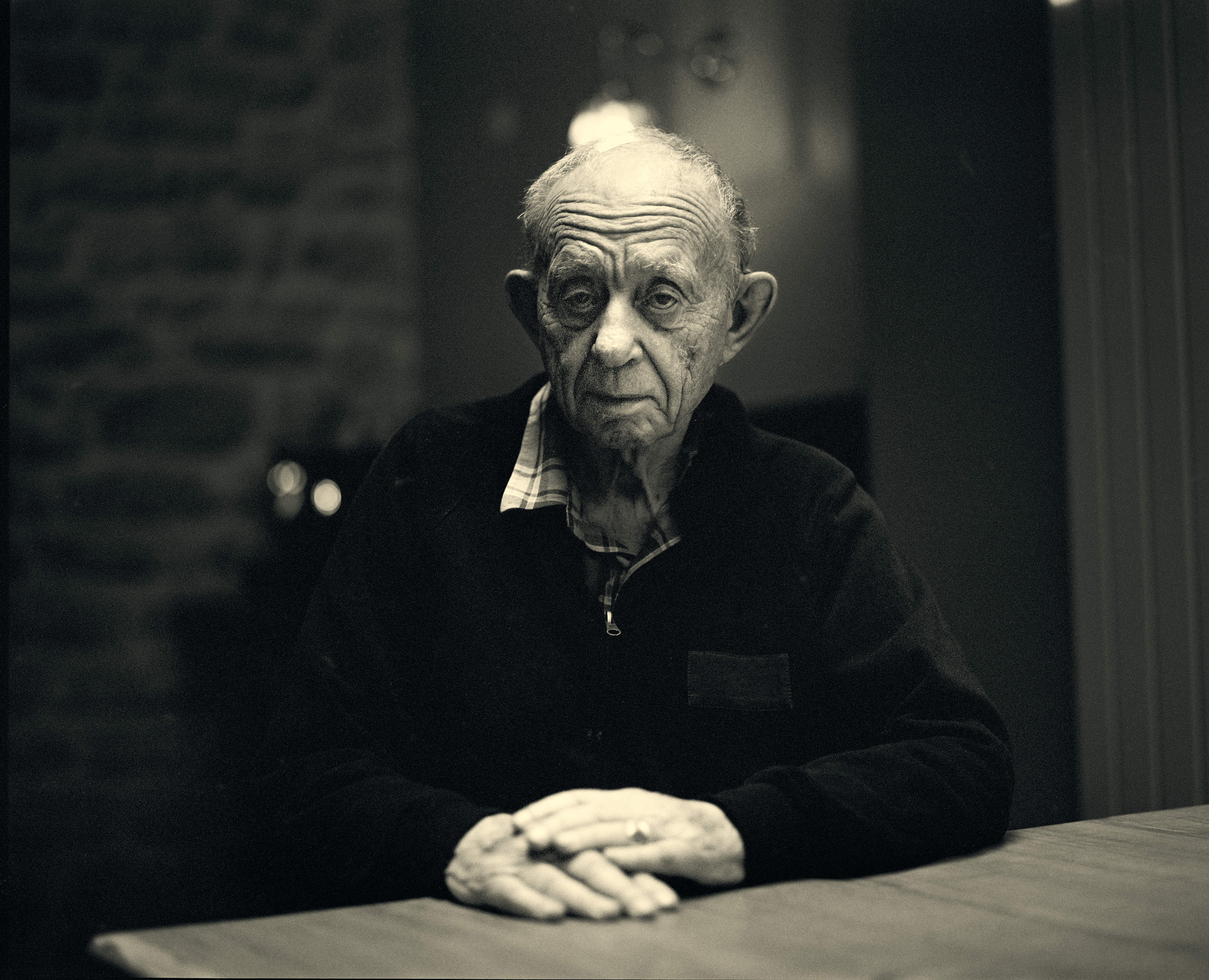
Frederick Wiseman en 2021.

En 2001, il tourne, dans un noir et blanc remarqué, sa première œuvre de fiction : La Dernière Lettre, captation de sa mise en scène en 2000 pour le Studio-Théâtre de la Comédie-Française, d'après le chapitre XVII du roman de Vassili Grossman, Vie et Destin. La dernière lettre d'une femme médecin juive dans un ghetto en Ukraine, occupée par les nazis, est lue par Catherine Samie, qu'il retrouvera dans le rôle de Winnie, lorsque, en novembre 2005, il mettra en scène Oh les beaux jours de Samuel Beckett, au Théâtre du Vieux-Colombier.
Il ne reviendra à la fiction qu'en 2022, avec Un couple. Il s'agit d'un long monologue imaginé à partir des Mémoires de Sophie Tolstoï et de sa correspondance avec son époux, le romancier russe Léon Tolstoï : filmée en extérieur dans un vaste jardin sauvage, l'actrice Nathalie Boutefeu, qui incarne Sophie, adresse à la fois dans le vide et à son mari des déclarations passionnées comme des plaintes sur son caractère impossible et d'amères remarques sur son destin de femme.

## Filmographie
Source : Idéale Audience International

### Production
- 1964 : The Cool World de Shirley Clarke.

### Réalisations

#### Documentaires
- 1967 : Titicut Follies, 84 min, hôpital pour aliénés criminels de Bridgewater (Massachusetts).
- 1968 : High School, 75 min, dans un Lycée en Philadelphie.
- 1969 : Law and Order, 81 min, dans un commissariat de police à Kansas City.
- 1970 : Hospital, 84 min, le Metropolitan Hospital de New York.
- 1971 : I Miss Sonia Hennie, film omnibus : plusieurs réalisateurs (Karpo Acimovic-Godina, Tinto Brass, Mladomir "Purisa" Djordjevic, Milos Forman, Buck Henry, Dusan Makavejev, Paul Morrissey et Frederick Wiseman) sont invités à tourner une séquence de trois minutes en caméra fixe dans une même chambre d'hôtel, où doit être prononcée cette phrase-titre.
- 1971 : Basic Training, 89 min, les classes du 16e bataillon US en 1970 dans le Kentucky, pendant la guerre du Viêt Nam.
- 1972 : Essene, 86 min, un monastère bénédictin dans le Michigan.
- 1973 : Juvenile Court, 144 min, le tribunal pour mineurs de Memphis, Tennessee.
- 1974 : Primate, 105 min, sur les expérimentations d'un centre de recherches, sur les singes de Yerkes.
- 1975 : Welfare, 167 min, sur le centre d'aide sociale de Waverly à New York.
- 1976 : Meat, 113 min, sur l'élevage de masse des bœufs pour la consommation de viande, et l'abattoir, jusqu'au hamburger dans une immense entreprise du Colorado.
- 1977 : Canal Zone, 174 min, les résidents militaires et civils américains au Canal du Panama, sous contrôle américain.
- 1978 : Sinai Field Mission, 127 min, un détachement de militaires US dans une zone démilitarisée du Sinaï, après la guerre du Kippour.
- 1979 : Manœuvre, 115 min, les manœuvres américaines de l'OTAN en Allemagne.
- 1980 : Model, 129 min, l'agence de mannequins Zoli à New York.
- 1982 : Seraphita's diary, 90 min, la disparition volontaire d'un célèbre mannequin new-yorkais.
- 1983 : The Store, 118 min, la vie du grand magasin Neiman-Marcus de Dallas.
- 1985 : Racetrack, 114 min, le champ de courses de chevaux de Belmont.
- 1986 : Série Blind and Deaf: Blind, 132 min, Deaf, 164 min, Adjustement and work, 120 min, Multi-handicapped, 126 min, un institut spécialisé d'éducation et d'apprentissage pour handicapés et une usine fournissant du travail pour trois cents handicapés, en Alabama.
- 1987 : Missile, 115 min, des officiers du Strategic Air Command apprennent le lancement des missiles.
- 1989 : Central Park, 176 min, la vie et la place du célèbre jardin de New York.
- 1989 : Near Death, 358 min, un service de soins intensifs dans l'hôpital Beth Israel de Boston.
- 1991 : Aspen, 146 min, dans la plus célèbre station de sports d'hiver des États-Unis.
- 1992 : Zoo, 130 min, le zoo de Miami.
- 1994 : High School II, 220 min, un lycée pilote de Spanish Harlem à New York..
- 1995 : Ballet, 170 min, le travail de l'American Ballet Theater de New York et ses tournées à Athènes et Copenhague.
- 1996 : La Comédie-Française ou l'Amour joué, 223 min, dans les coulisses de la Comédie-Française.
- 1997 : Public Housing, 195 min, des habitants d'une cité dans un ghetto noir de Chicago.
- 1999 : Belfast, Maine, 248 min, sur la vie de toute une ville et une région.
- 2001 : Domestic Violence, 196 min, un centre d'accueil à Tampa (Floride) de femmes battues.
- 2002 : Domestic Violence 2, 196 min, les cours de justice et les violences domestiques.
- 2004 : The Garden, 196 min, sur le Madison Square Garden, célèbre salle polyvalente de Manhattan. Il semble qu'une affaire juridique soit en cours, à propos de ce film[5].
- 2007 : State Legislature, 217 min, sur l'élaboration des lois par le Parlement d'Idaho. Inédit.
- 2009 : La Danse, le ballet de l'Opéra de Paris, 158 min, les répétitions et les spectacles de sept ballets, et le travail des administrateurs, chorégraphes, maîtres de ballet, danseurs, musiciens, costumiers et techniciens de plateau.
- 2010 : Boxing Gym, 91 min, sur le club de boxe américain Lord's Gym et sa clientèle hétéroclite.
- 2011 : Crazy Horse, 134 min, sur les coulisses du cabaret parisien et la revue créée par Philippe Decouflé.
- 2013 : At Berkeley, 244 min, sur l'Université Berkeley en Californie.
- 2014 : National Gallery, 174 min, sur la National Gallery de Londres.
- 2015 : In Jackson Heights, 190 min, un quartier populaire et métissé de New York.
- 2017 : Ex Libris: The New York Public Library, 197 min, film sur la Bibliothèque publique de New York (NYPL).
- 2018 : Monrovia, Indiana, 143 min, la vie quotidienne dans la ville rurale de Monrovia en Indiana
- 2020 : City Hall, 272 min, film sur la vie et le fonctionnement de la mairie de Boston
- 2023 : Menus-Plaisirs - Les Troisgros

#### Fictions
- 2002 : La Dernière Lettre, 61 min, monologue théâtral tiré du roman de Vassili Grossman, Vie et destin, avec Catherine Samie : la dernière lettre d'une mère juive à son fils lors de l'entrée des nazis en Ukraine en 1941.
- 2022 : Un couple, 63 min, monologue imaginé à partir des Mémoires et de la correspondance de Sophie Tolstoï, épouse du romancier : déclaration passionnée et douloureuse filmée dans un jardin sauvage, avec Nathalie Boutefeu.

### Acteur

#### Télévision
Il interprète le rôle de John, un ami américain du couple protagoniste de la mini-série Thanksgiving, réalisée par Nicolas Saada pour Arte (2018).

#### Cinéma
- 2022 : Les Enfants des autres de Rebecca Zlotowski : Dr Wiseman, le gynécologue de l'héroïne
- 2022 : À mon seul désir de Lucie Borleteau : le spectateur âgé dans le club de strip-tease
- 2024 : Jane Austen a gâché ma vie de Laura Piani : le poète (dernière scène)
- 2025 : Vie privée de Rebecca Zlotowski : Docteur Goldstein

## Distinctions

### Récompenses
- Prix de l'Âge d'or 1989 pour Near Death
- Prix George-Polk, pour l'ensemble de sa carrière, en 2006
- Trophée d'honneur pour l'ensemble de sa carrière au Festival 2 cinéma de Valenciennes, en 2011 (Le trophée lui est remis par Catherine Samie)
- New York Film Critics Circle Awards 2013 : Special Award
- National Gallery a fait partie de la sélection des Documentaires au Festival du film américain de Deauville en 2014[7]
- 2017: Oscar d'honneur récompensant l'ensemble de sa carrière
- Mostra de Venise 2017 : prix FIPRESCI et prix Fair Play Cinema pour Ex Libris: The New York Public Library
- 2021 : Carrosse d'or lors du Festival de Cannes[8]

### Nominations et sélections
- Mostra de Venise 2017 : sélection officielle en compétition pour le Lion d'or pour Ex Libris: The New York Public Library

#### Ouvrages
- Maurice Darmon : Frederick Wiseman / Chroniques américaines, Presses universitaires de Rennes, collection Le Spectaculaire Cinéma, 410 pages, mai 2013,  (ISBN 978-2-7535-2208-4).
- Philippe Pilard : Frederick Wiseman, chroniqueur du monde occidental, éditions du Cerf, collection 7e art, décembre 2006.
- François Niney : L'épreuve du réel à l'écran: essai sur le principe de réalité documentaire, De Boeck université, 2002 (p. 147-157 : Fictions du réel selon Wiseman, Rouch, Cassavetes. Cf. ci-dessous, "en ligne").
- Frederick Wiseman : Une approche du monologue, Les Cahiers de la Comédie-Française, no 23, 1997.
- Gilles Marsolais : L'aventure du cinéma direct revisitée, Les 400 coups, Laval, Québec, 1997.
- (en) Liz Ellsworth, Frederick Wiseman : A Guide to References and Resources, G.K.Hall & Co, Boston, MA, 1979, 212 p. (ISBN 0-8161-8066-0 et 9780816180660)

#### Revues de cinéma
- Les Cahiers du cinéma :

no 303, septembre 1979. Dominique Bergouignan : Entretien avec Fred Wiseman.
no 330, décembre 1981. Serge Le Péron; Olivier Assayas; Gilles Delavaud; Yann Lardeau; Guy-Patrick Sainderichin : Wiseman ou le cinéma américain vu de dos.
no 406, avril 1988. Frédéric Strauss : Entretien avec Frédérick Wiseman.
no 508, décembre 1996. Pierre Legendre : Les ficelles qui nous font tenir (À propos du cinéma de Frederick Wiseman).
no 431/432, mai 1990. François Niney, La disparition.
no 541, décembre 1999. Olivier Joyard : Vitesse d'exécution: Propos de Frederick Wiseman.
no 567, avril 2002. Benjamin Esdraffo : Un Américain à Saint-Denis.
no 594, octobre 2004. Charlotte Garson : « Domestic Violence et Domestic Violence 2 ».
no 717, décembre 2015. Jean-Sébastien Chauvin : Intégrale Wiseman, vol.1.
no 727, novembre 2016. Camille Bui : Wiseman, curiosité infinie.
no 728, décembre 2016. Jean-Sébastien Chauvin : « De la démocratie en Amérique - Entretien avec Frederick Wiseman »
- Cinéma d'Aujourd'hui, no 11, février 1977. Philippe Pilard : Il n'y a pas qu'Hollywood.
- Cinéma 76, no 210, juin 1976. Jean Roy : Frederick Wiseman ou le cinéma du constat.

Cinémathèque française, février 1987. Autour du documentaire: Fred Wiseman, Johan Van der Keuken.
 Repris dans Dérives TV 
- Cinématographe, no 72, novembre 1981. C. Varène: Rétrospective Frederick Wiseman.
- Écran, no 50, septembre 1976. Claire Clouzot : Mort et résurrection du réalisme américain - Frederick Wiseman.
- Images en Bibliothèques, no 12, janvier 1993, François Niney et Philippe Pilard : Dossier Wiseman.
- La Revue du cinéma :no 337, mars 1979. Philippe Pilard : Wiseman ou la découverte de l'Amérique. Rencontre avec Fred Wiseman.

no 366, novembre 1981. Philippe Pilard : Frederick Wiseman, c'est aussi l'Amérique.
- Positif:

no 190, février 1977. Y. A. Delubac, Dossier et entretien avec Fred Wiseman.
no 445, mars 1998, Michel Ciment (Dossier réuni par — ), Présence du documentaire.
no 445, mars 1998, Laetitia Mikles, "Une Leçon de sociologie".
no 581-582, juillet-août 2009, Laetitia Mikles, "Titicut Follies. Asile, du grec asulon "inviolable".
no 584,octobre 2009, Laetitia Mikles, "La Danse, l'Opéra de Paris. La jeune fille et la mort".
hors-série, été 2010, Laetitia Mikles, "Deux ou trois choses...". Portrait.
no 601, mars 2011, Laetitia Mikles, "Boxing Gym. We are family".
no 608, octobre 2011, Laetitia Mikles et Delphine Levy, "Crazy Horse. Un de mes films les plus abstraits", entretien avec Frederick Wiseman.
- La pensée de midi, no 2, Automne 2000, Christian Milovanoff : Les séquestrés
- Vertigo, no 21, juin 2001. Jean-Marc Froissart : Le principe d'Heisenberg? Pas pour moi! entretien avec Frederick Wiseman.
- La Septième Obsession, no 4, avril-mai 2016. La Réalité est si compliquée, grand entretien avec Frederick Wiseman.
- La Furia Umana, no 42, décembre 2021. Zachary Baqué et Vincent Souladié, Frederick Wiseman, ordre et résistance.